# Primus National Soccer League
Primus National Soccer League to ligowe rozgrywki klubowe w piłce nożnej w Rwandzie. Liga została założona w 1975 roku, a jej pierwszym mistrzem został zespół Rayon Sports FC z miasta Nyanza. Najwięcej razy mistrzem ligi została drużyna APR FC, która szesnastokrotnie sięgała po prymat.

## Kluby w sezonie 2016/2017
- Amagaju (Gikongoro)
- APR FC (Kigali)
- AS Kigali (Kigali)
- AS Muhanga (Muhanga)
- Bugesera FC (Nyamata)
- Espoir Rusizi (Cyangugu)
- Etincelles FC (Gisenyi)
- Gicumbi FC (Byumba)
- SC Kiyovu Sport (Kigali)
- Marines FC (Gisenyi)
- Mukura Victory Sports FC (Butare)
- Musanze FC (Musanze)
- Police FC (Kibungo)
- Rayon Sports FC (Kigali)
- Sunrise Rwamagana (Rwamagana)

## Mistrzowie kraju
- 1975: Rayon Sports FC (Nyanza)
- 1976–1979 : nieznany
- 1980 : Panthères Noires (Kigali)
- 1981: Rayon Sports FC (Nyanza)
- 1982 : nie rozgrywano
- 1983: Kiyovu Sports (Kigali)
- 1984 : Panthères Noires (Kigali)
- 1985 : Panthères Noires (Kigali)
- 1986 : Panthères Noires (Kigali)
- 1987 : Panthères Noires (Kigali)
- 1988 : Mukungwa (Ruhengeri)
- 1989 : Mukungwa (Ruhengeri)
- 1990–1991 : nie rozgrywano
- 1992: Kiyovu Sports (Kigali)
- 1993: Kiyovu Sports (Kigali)
- 1994 : nie rozgrywano
- 1995: APR FC (Kigali)
- 1996: APR FC (Kigali)
- 1997: Rayon Sports FC (Nyanza)
- 1998: Rayon Sports FC (Nyanza)
- 1999: APR FC (Kigali)
- 2000: APR FC (Kigali)
- 2001: APR FC (Kigali)
- 2002: Rayon Sports FC (Nyanza)
- 2003: APR FC (Kigali)
- 2004: Rayon Sports FC (Nyanza)
- 2005: APR FC (Kigali)
- 2006: APR FC (Kigali)
- 2007: APR FC (Kigali)
- 2008: Atraco FC (Kigali)
- 2009: APR FC (Kigali)
- 2010: APR FC (Kigali)
- 2011: APR FC (Kigali)
- 2012: APR FC (Kigali)
- 2013: Rayon Sports FC (Nyanza)
- 2014: APR FC (Kigali)
- 2015: APR FC (Kigali)
- 2016: APR FC (Kigali)

## Tytuły mistrzowskie według klubu
| Klub             | Miasto        | Liczba tytułów | Ostatni tytuł |
| ---------------- | ------------- | -------------- | ------------- |
| APR FC           | Kigali        | 21             | 2023          |
| Rayon Sports FC  | Nyanza/Kigali | 9              | 2019          |
| Panthères Noires | Kigali        | 5              | 1987          |
| Kiyovu Sports    | Kigali        | 3              | 1993          |
| Mukungwa         | Ruhengeri     | 2              | 1989          |
| Atraco FC        | Kigali        | 1              | 2008          |